# L'orologiaio di Everton
L'orologiaio di Everton è un romanzo che Georges Simenon, residente dal 1945 negli Stati Uniti, scrive dal 16 al 24 marzo del 1954 a Shadow Rock Farm, Lakeville (Connecticut).
Il titolo iniziale del libro era La cause de tout, che venne cambiato con il titolo attuale poco prima della pubblicazione presso Presses de la Cité, il 25 giugno 1954.
L'edizione italiana è stata pubblicata da Adelphi nel 2005 per la traduzione dal francese di Laura Frausin Guarino. Il romanzo è incluso nella raccolta Romans II, a cura di Jacques Dubois e Benoît Denis, "Bibliothèque de la Pléiade", Gallimard, Paris 2003 (a sua volta tradotto in Romanzi, volume II, "La Nave Argo", Adelphi, 2010).
Nel 1955 un tema analogo a quello descritto nel libro di Simenon veniva trattato nel film Gioventù bruciata di Nicholas Ray. Il titolo originale del film, Rebel Without a Cause, fa riferimento al libro dello psichiatra Robert Lidner: Ribelle senza causa: analisi di uno psicopatico criminale (1944). La Warner, casa produttrice del film, aveva acquistato i diritti sul libro di Simenon ma la riduzione cinematografica, alla quale avevano lavorato nel corso degli anni diversi sceneggiatori, risultò alla fine completamente diversa dall'argomento del libro.
Dal romanzo di Simenon invece, nel 1974, è stato tratto il film L'orologiaio di Saint-Paul, diretto da Bertrand Tavernier, con protagonista Philippe Noiret che interpreta il personaggio principale del romanzo. Il film è interamente girato e ambientato a Lione mentre la storia narrata dal romanzo si sviluppa negli Stati Uniti, anche se il clima letterario e la psicologia dei personaggi richiamano fortemente le ambientazioni e le analisi intimistiche che Simenon descrive nei romanzi che si svolgono nella provincia francese.

## Trama
A Everton, una piccola cittadina della provincia americana dell'Arkansas, si dipana, scandita dal ticchettio degli orologi nella bottega, la vita metodica e tranquilla dell'orologiaio Dave Galloway e di suo figlio ormai sedicenne, Ben, che vive con il padre che l'ha allevato ed educato da solo da quando aveva sei mesi. Dave è stato infatti lasciato poco tempo dopo il matrimonio dalla moglie, una giovane donna molto diversa da lui abituata ad una vita del tutto libera dalle convenzioni comuni. I concittadini di Ben all'epoca infatti si meravigliarono di quel matrimonio con una donna che tutti conoscevano per le sue numerose relazioni.
Dave è orgoglioso di come ha allevato suo figlio che non gli ha dato mai la benché minima preoccupazione e di cui egli si considera amico più che padre.
La vita dell'orologiaio conosce una sola distrazione: l'incontro del sabato sera con Musak, il suo taciturno amico con cui Dave condivide lunghi silenzi e grande rispetto reciproco. «Strana amicizia la loro. Né Galloway né Musak avrebbero saputo spiegare come fosse cominciata...»

Pur ignorando le vicende personali di ciascuno i due amici vivono in sintonia le serate passate insieme a giocare a jacquet e quando alla fine si separano si salutano invariabilmente con un «A sabato prossimo».
Ma un sabato sera Dave tornando a casa nota dalla strada che tutte le luci, anche quella della finestra di Ben, sono spente. Il ragazzo, contrariamente alle sue abitudini, infatti non è ancora rientrato ma l'orologiaio sa, o meglio vuole convincersi, che sentirà tra poco i suoi passi sulla scala. Ma Ben non tornerà e comincerà per l'orologiaio un incomprensibile incubo che ha per protagonista un figlio completamente a lui sconosciuto. Solo alla fine Galloway capirà che «Alcuni riescono a soffocare la ribellione per tutta la vita. Altri lasciano che esploda.»

## Edizione italiana
- Georges Simenon, L'orologiaio di Everton, trad. di Laura Frausin Guarino, Adelphi ("Biblioteca Adelphi" n° 477), Milano, 2005. ISBN 8845919846